# Коноваленко, Владимир Онуфриевич
Владимир Ануфриевич Коноваленко (бел. Уладзі́мір Ану́фрыевіч Канава́ленка; 22 апреля 1917 — 22 марта 1944) — участник советско-финской и Великой Отечественной войн, командир 203-го гвардейского стрелкового полка 70-й гвардейской стрелковой дивизии 13-й армии Центрального фронта, гвардии подполковник. Герой Советского Союза (1943).

## Биография
В. А. Коноваленко родился в деревне Скребни Витебского уезда (современный Витебский район Витебской области). В Красной Армии с 1937 года. В 1941 году Сухумское военно-пехотное училище. В действующей армии во время Великой Отечественной войны с января 1942 года. Участник Сталинградской и Курской битв.
Отличился в 1943 году в боях за освобождение Черниговщины и Полесья. Полк под командованием гвардии майора В. А. Коноваленко первым форсировал реку Сейм, овладел железнодорожной станцией Бахмач (Черниговская область), форсировал реки Десну, Днепр и Припять. 23 сентября 1943 года полк отбил 8 контратак противника, уничтожил много его живой силы и техники.
В. А. Коноваленко был тяжело ранен в бою у города Жмеринка (Винницкая область) и умер от ран 22 марта 1944 года. Похоронен в городе Жмеринка в братской могиле.

## Награды
- Медаль «Золотая Звезда» Героя Советского Союза (№ 1822).
- Орден Ленина.
- Орден Красного Знамени.
- Орден Суворова III степени.
- Орден Александра Невского.
- 2 ордена Красной Звезды.
- Медали.

## Память
- Мемориальная доска в агрогородке Замосточье Витебского района (1964).
- Именем Героя названа школа в Замосточье Витебского района[2]. Одна из экспозиций в школьном музее посвящена В. О. Коноваленко.